# Розвертка

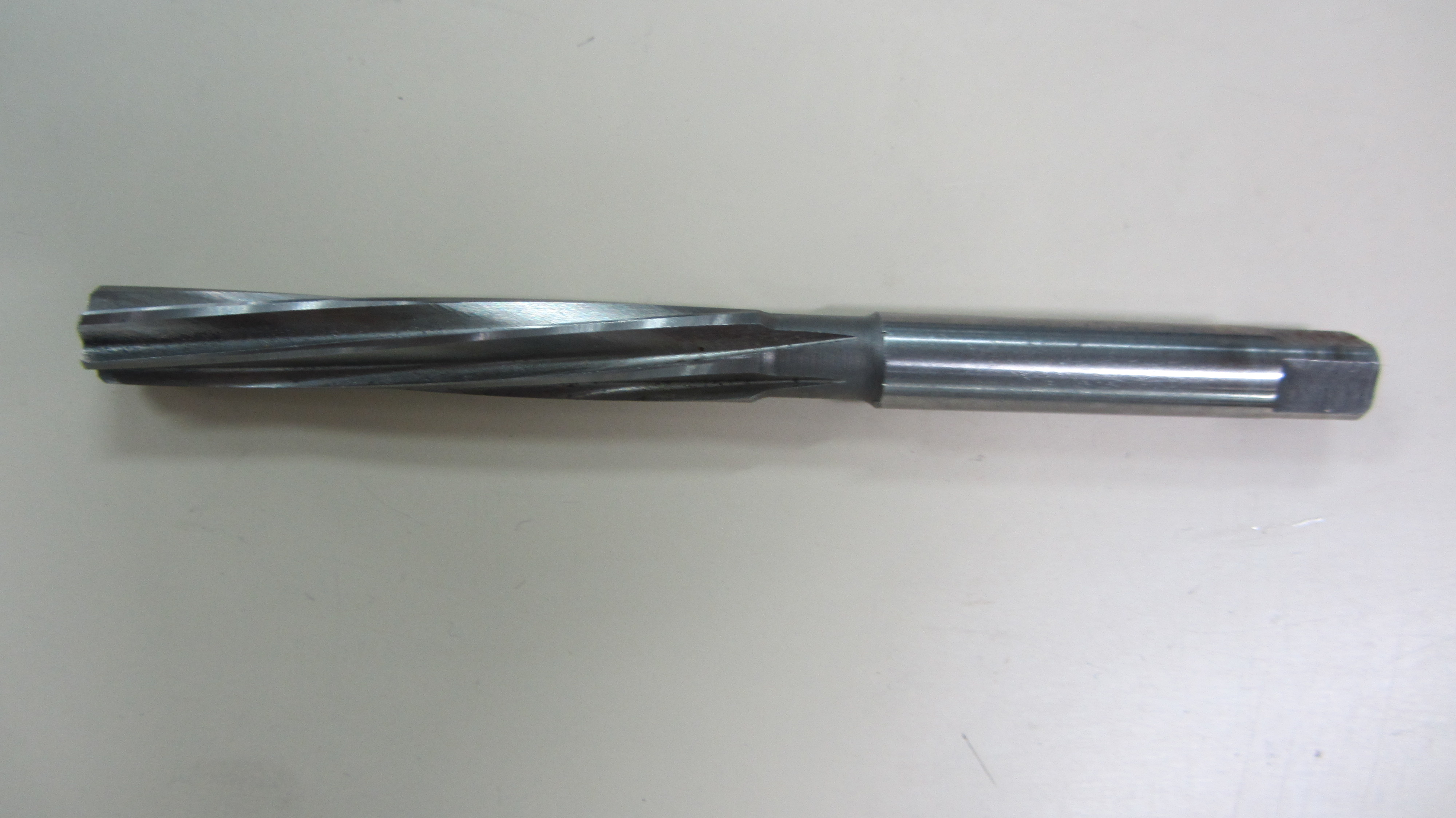
Ручна циліндрична розвертка

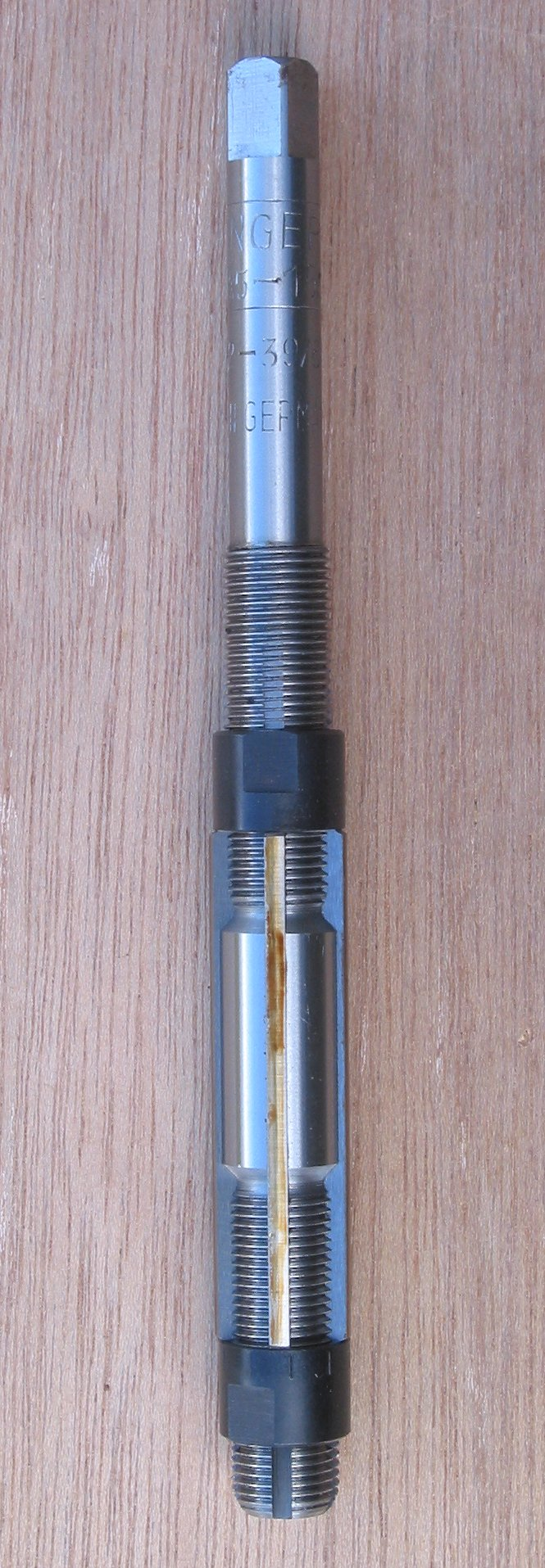
Регульована розвертка

Розве́ртка — багатолезовий осьовий різальний інструмент для підвищення точності форми та розмірів отвору та зменшення шорсткості поверхні після попередньої обробки свердлом, зенкером або розточувальним різцем.
Квалітет точності отворів після розвертування (обробки розверткою) становить IT6…IT9, а шорсткість поверхні — Ra 1,25…0,32. При цьому найкращі результати досягаються у випадку дворазового розвертування, коли перше розвертування знімає 2/3 припуску, а друге — решту. Такі ж показники можна одержати при шліфуванні, однак після розвертування якість обробленої поверхні вища, тому, що на шліфованій поверхні залишаються частки абразиву, які приводять до прискореного зношування деталей, що сполучаються.
Висока якість обробки забезпечується тим, що розвертка має велике число різальних лез (4…14) і знімає малий припуск. Розвертка виконує обробку при своєму обертанні і одночасному поступальному русі вздовж осі отвору. Вона дозволяє зняти тонкий шар матеріалу (десяті-соті долі міліметра) з високою точністю. Крім циліндричних отворів розвертають конічні отвори (наприклад під інструментальні конуси) спеціальними конічними розвертками.

## Класифікація
Розвертки класифікуються:
- За типом отвору обробки:
  - циліндричні;
  - конічні (під інструментальні, котлові (заклепкові) та інші конуси);
  - ступінчасті.
- За точністю:
  - з вказанням квалітету для циліндричних;
  - з вказанням якості поверхні, що отримується (чорнові, проміжні, чистові) для конічних;
  - N1..N6 — циліндричні розвертки з каліброваним припуском для подальшого шліфування у потрібний розмір;
  - регульовані (розсувні, розтискні, шквореневі).
- За способом затиску інструмента:
  - ручні з квадратним хвостовиком;
  - машинні з циліндричним хвостовиком;
  - машинні з конічним інструментальним хвостовиком;
  - машинні насадні (для встановлення на оправку, зазвичай для інструменту великих розмірів).

## Конструктивні особливості циліндричних розверток
Основними конструктивними елементами розвертки є різальна і калібрувальна частини, кількість і напрям зубів, геометрія, нерівномірність кроку зубів, профіль канавки, конструкція приєднувальної частини.
Кут φ різальної частини визначає співвідношення між шириною і товщиною стружки, складові зусилля різання. Він впливає на видалення стружки, зношення інструменту і якість обробленої поверхні. Зміна співвідношення складових зусилля різання змінює величину пружних деформацій на обробленій поверхні, що призводить до зміни розміру отвору. Малий кут φ сприяє плавному входу і виходу розвертки. Згідно з дослідженням І. І. Семенченка биття, конусність і овальність отвору при обробці сталей машинними розвертками при кутах φ від 5 до 45° знаходяться у межах допуску і найкращі результати показували розвертки з φ = 15°. Шорсткість обробленої поверхні при роботі розвертки з кутом φ =(20…40°) вища, ніж при куті φ = 15°. Для крихких матеріалів, наприклад чавуну, кут φ призначається рівним 3…5°.